# Nikolai Orlov
Nikolai Orlov (en rus Николай Орлов) va ser un lluitador rus que va competir a principis del segle xx. El 1908 va prendre part en els Jocs Olímpics de Londres, on guanyà la medalla de plata en la categoria del pes lleuger de lluita grecoromana, en perdre contra Enrico Porro en la final.